# Cerkiew św. Sergiusza z Radoneża w Paryżu
Cerkiew św. Sergiusza z Radoneża – prawosławna cerkiew znajdująca się w Paryżu, w 19. dzielnicy. Świątynia parafialna, w dekanacie paryskim północno-wschodnim Arcybiskupstwa Zachodnioeuropejskich Parafii Tradycji Rosyjskiej Patriarchatu Moskiewskiego.

## Historia
Powstanie parafii św. Sergiusza oraz otwarcie cerkwi wiązało się z szybkim wzrostem liczby prawosławnych Rosjan udających się na emigrację do Francji po rewolucji październikowej. Świątynia znajduje się od 1924 w budynku należącym wcześniej do ambasady Niemiec, porzuconym w 1914 i wykupionym przez społeczność rosyjską na licytacji za sumę 321 tys. franków. Uroczyste poświęcenie obiektu miało miejsce w 1925. Cerkiew jest szczególnie związana z prawosławnym Instytutem św. Sergiusza, centrum prawosławnej myśli teologicznej i kulturalnej na Zachodzie Europy.
W 1932 w cerkwi złożyła śluby monastyczne późniejsza święta prawosławna, Jelizawieta Skobcowa, znana szerzej pod imieniem zakonnym Maria.

## Architektura
Cerkiew mieści się w zaadaptowanym budynku magazynowym. Jest jednonawowa, bez wyraźnego zewnętrznego podziału na przedsionek, nawę i prezbiterium. Wejście do niej prowadzi przez rzeźbione drewniane schody. Okna jednokondygnacyjnego budynku po przebudowie mają kształt ostrych łuków, są stale zakryte. Nad wejściem znajduje się jedno okrągłe okno, nad przedsionkiem – rozmieszczona na planie prostokąta wieża. Na fasadzie cerkwi znajdują się malowidła przedstawiające anioły. We wnętrzu znajduje się czterorzędowy ikonostas. Freski we wnętrzu cerkwi wykonał przed 1927 rosyjski malarz symbolista Dmitrij Stełłecki. Dzwonnica cerkwi została dobudowana w stylu świątyń ziemi pskowskiej w latach 50., według projektu N. Iscelennowa.
Obok cerkwi znajduje się jednopiętrowy budynek mieszkalny przeznaczony dla proboszcza, na którego fasadzie został namalowany wizerunek patrona parafii. Dzwonnica cerkwi jest wolnostojącą konstrukcją słupowo-ramową zwieńczoną malowaną na niebiesko cebulastą kopułą.